# Parantica plataniston
Parantica plataniston är en fjärilsart som beskrevs av Hans Fruhstorfer 1910. Parantica plataniston ingår i släktet Parantica och familjen praktfjärilar. Inga underarter finns listade i Catalogue of Life.